# Куба на Летњим олимпијским играма 2016.
Куба је учествовала на Летњим олимпијским играма 2016. које су одржане у Рио де Жанеиру у Бразилу од 5. до 21. августа 2016. године. Олимпијски комитет Кубе послао је 124 квалификованих спортиста у деветнаест спортова. Освојено је једанаест медаља од тога пет златних. Шест медаља донели су боксери, три рвачи док је по једна освојена у атлетици и џудоу.

## Освајачи медаља

### Злато
- Исмаел Бореро — Рвање, грчко-рисмки стил до 59 кг
- Михаин Лопез — Рвање, грчко-рисмки стил до 130 кг
- Хулио Сесар Ла Круз — Бокс, полутешка категорија
- Робеиси Рамирез — Бокс, бантам категорија
- Арлен Лопез — Бокс, средња категорија

### Сребро
- Идалис Ортиз — Џудо, преко 78 кг
- Јасмани Луго — Рвање, грчко-рисмки стил до 98 кг

### Бронза
- Хоанис Архилагос — Бокс, папир категорија
- Ерисланди Савон — Бокс, тешка категорија
- Ласаро Алварез — Бокс, лака категорија
- Денија Кабаљеро — Атлетика, бацање диска

## Учесници по спортовима
| Спорт            | Мушкарци | Жене | Укупно |
| ---------------- | -------- | ---- | ------ |
| Атлетика         | 24       | 19   | 43     |
| Бадминтон        | 1        | 0    | 1      |
| Бициклизам       | 0        | 3    | 3      |
| Бокс             | 10       | 0    | 10     |
| Веслање          | 5        | 2    | 7      |
| Гимнастика       | 2        | 1    | 3      |
| Дизање тегова    | 1        | 1    | 2      |
| Кајак и кану     | 5        | 1    | 6      |
| Мачевање         | 1        | 0    | 1      |
| Модерни петобој  | 1        | 1    | 2      |
| Одбојка          | 12       | 0    | 12     |
| Одбојка на песку | 2        | 0    | 2      |
| Пливање          | 1        | 1    | 2      |
| Рвање            | 10       | 0    | 10     |
| Стони тенис      | 2        | 0    | 2      |
| Стреличарство    | 1        | 0    | 1      |
| Стрељаштво       | 5        | 2    | 7      |
| Теквондо         | 1        | 0    | 1      |
| Џудо             | 5        | 4    | 9      |
| 19 спортова      | 89       | 35   | 124    |